# روان‌رنجوری
روان‌رنجوری یا نوروتیسیزم (به انگلیسی: Neuroticism) یا سرشت مضطرب، یکی از صفات شخصیتی بنیادین است که با اضطراب، ترس، بدخلقی، نگرانی، حسادت، یأس، غیرت و احساس تنهایی شناخته می‌شود. واکنش افراد مبتلا به عوامل استرس‌زا بدتر است و احتمال اینکه اوضاع عادی را تهدیدآمیز و ناکامی‌های کوچک را به یأس شدید تعبیر کنند، زیاد است. پیر ژانه روان‌شناس مشهور قرون ۲۰-۱۹ فرانسه، روان‌رنجوری را ضعف انرژی روانی دانسته و چنین تعریف کرده است: «ناتوانی در تحقّق بخشیدن به رفتارهایی که در دنیای بیرون اثر می‌گذارند. انسان روان‌رنجور، زمان خود را به انجام دادن رفتارهایی کم‌ارزش محدود می‌کند، به ویژه رفتارهایی که درونی شده‌اند. ناتوانی در انتخاب، به ویژه در هنگام تصمیم‌گیری، یکی از عناصر اصلی روان‌رنجوری است.» امّا در تفسیر دقیق و صریح انسان نوروتیک، دشواری‌هایی وجود دارد. از نظر زیگموند فروید شخصیت نوروتیک در کودکی زمانیکه با اولین نه و نهی از جانب کسی که در جایگاه نمادین پدر قرار دارد مواجه شده است این نه را پذیرفته است. از دیدگاه روان‌شناسان بالینی، باید ریشه‌های روان‌رنجوری را در تاریخ زندگی اشخاص و در احساس‌های آن‌ها جستجو کرد. عقیدهٔ بیش‌تر روان‌شناسان این است که برای روان‌رنجوری نوعی آمادگی ارثی لازم است تا همهٔ رفتارهای شخص را در جهت این آمادگی سوق دهد. در بین تمایلاتی که اشخاص روان‌رنجور نشان می‌دهند، می‌توانیم در درجهٔ نخست به سختی انتخاب‌ها اشاره کرد که در رفتارهای کم‌اهمیّت و موقعیّت‌های بسیار مهمّ زندگی به یک اندازه جلوه‌گر می‌شود. در تضاد با آنچه گفته شد، می‌توانیم بگوییم در افراد نوروتیک، خشن بودن، دقّت بسیار زیاد و نوعی وسواس دیده می‌شود. آن‌ها در نتیجه‌گیری از رفتارها هم دشواری دارند که می‌تواند از اختلال در یکپارچگی کارها ناشی شود.